# Vinhós (Fafe)
Vinhós est un village situé au nord du Portugal qui dépend de la cidade Fafe.
Avec une superficie de 2,88 km² il comprend 642 habitants (2011).